# Antonio Di Gennaro
Antonio Di Gennaro (* 5. Oktober 1958 in Florenz) ist ein ehemaliger italienischer Fußballspieler und -trainer.
Während seiner aktiven Laufbahn spielte er zumeist als Spielmacher im Mittelfeld.

## Karriere

### Im Verein
Antonio Di Gennaro begann seine Laufbahn beim AC Florenz, für den er 1976/77 18-jährig sein Serie-A-Debüt gab. Obwohl die Fiorentina auf der Spielmacherposition mit Giancarlo Antognoni mehr als gut besetzt war, kam Di Gennaro in den folgenden Spielzeiten regelmäßig zum Einsatz. Dennoch wechselte er zur Saison 1980/81 zum AC Perugia, mit dem er jedoch in die Serie B abstieg.
Zur Saison 1981/82 ging Antonio Di Gennaro zu Hellas Verona, die ebenfalls in der Serie B spielten. Osvaldo Bagnoli, der im Sommer 1981 das Traineramt bei den Veronesern übernommen hatte, führte das Team auf Anhieb zum Aufstieg in die Serie A. Unter ihm war Di Gennaro Stammspieler und entwickelte sich zu einer der Stützen der Mannschaft. Nach den Rängen vier 1982/83 und sechs 1983/84 gewann Hellas Verona in der Saison 1984/85 überraschend die italienische Meisterschaft. Di Gennaro war neben Giuseppe Galderisi, Roberto Tricella, Preben Elkjær Larsen oder Hans-Peter Briegel dabei eine der entscheidenden Figuren in Bagolis Mannschaft.
Im Jahr 1988 geriet Hellas Verona in finanzielle Schwierigkeiten und war gezwungen, auch einige wichtige Spieler abzugeben. Antonio Di Gennaro wechselte daraufhin zum AS Bari, für den er bis 1991 spielte, in die Serie B. 1988/89 stieg er mit dem Klub aus Apulien in die Serie A auf. In den folgenden beiden Spielzeiten konnte man sich dort halten. 1991 wechselte Di Gennaro zur SS Barletta Calcio in die Serie C1, wo er 1992 seine aktive Laufbahn beendete.

### In der Nationalmannschaft
Im Jahr 1979 wurde Antonio Di Gennaro in den Kader der italienischen U-21-Auswahl berufen. Für diese, wie auch für die Olympiaauswahl, für die er auch nominiert war, kam er jedoch nicht zum Einsatz.
Sein Debüt in der italienischen A-Nationalmannschaft gab der Mittelfeldspieler am 3. November 1984 unter Enzo Bearzot beim 1:1 gegen die Schweiz. In der Folge war er Stammkraft der Azzurri und wurde auch in den Kader für die Fußball-Weltmeisterschaft 1986 in Mexiko berufen. Beim Turnier absolvierte
Di Gennaro alle vier Partien und schied mit seiner Mannschaft im Achtelfinale mit 0:2 gegen Frankreich aus.
Nach der WM wurde er nie wieder in die Squadra Azzurra berufen. Insgesamt bestritt Di Gennaro für Italien 15 Länderspiele, bei denen er vier Tore erzielte.

### Nach der aktiven Karriere
Nach dem Ende seiner Spielerkarriere arbeitete Antonio Di Gennaro im Management des AC Florenz. Nach der sportlichen Krise, die zur Entlassung des damaligen Trainers Fatih Terim führte, verließ er den Klub 2001 in Richtung AC Mailand, wo er kurzzeitig unter Terim als Trainer arbeitete.
Danach wurde Di Gennaro TV-Kommentator.

## Erfolge
- Italienischer Meister: 1984/85 (mit Hellas Verona)
- Italienische Serie-B-Meisterschaft: 1981/82 (mit Hellas Verona)